# Ella and Louis Again
Ella and Louis Again ist ein Studioalbum von Ella Fitzgerald und Louis Armstrong, welches 1957 bei Verve Records erschien.

## Hintergrund
Das Album ist der Nachfolger des Albums Ella and Louis von 1956, das ebenfalls von Norman Granz produziert wurde. Im Unterschied zu ihrer vorherigen Zusammenarbeit enthält dieses Album sieben Solo-Gesangstitel von Armstrong oder Fitzgerald neben einem Dutzend Duett-Titel. Während Armstrong auf dem Vorgängeralbum bei jedem Titel Trompete spielte, ist er hier nur bei sechs Titeln auf diesem Instrument zu hören. Wiederum wurde das Oscar Peterson Trio zur Unterstützung des Duos engagiert, diesmal zusammen mit dem Schlagzeuger Louie Bellson.
Das Erfolgsrezept der beiden Produktionen Ella and Louis und Ella and Louis Again wurde von Granz mit Porgy & Bess fortgeführt. Die drei Alben wurden auch als Set als The Complete Ella Fitzgerald and Louis Armstrong on Verve herausgegeben, das zudem noch zwei Stücke von einem Konzert im Hollywood Bowl enthielt.

## Rezeption
Das Album, so wurde kritisch angemerkt, bestehe nicht nur aus reinen Gesangsduetten. Der Musikkritiker Alex Henderson urteilte für AllMusic über das Album: „Man könnte die Tatsache bemängeln, dass Satchmo nicht mehr Trompetensoli übernimmt, aber die Künstler haben ein so starkes Verhältnis zueinander als Sänger, dass der Trompetenmangel nur ein kleiner Punkt ist. Bei sieben Stücken singen entweder Fitzgerald oder Armstrong ohne den anderen, obwohl sie auf dieser schönen Aufnahme meistens zusammen sind.“
Jasen und Jones bezeichneten die drei Alben als „Gipfel des populären (Jazz)-Gesangs“.

## Titelliste
1. Don't Be That Way (Benny Goodman, Edgar Sampson, Mitchell Parish) – 4:59
2. Makin' Whoopee (Walter Donaldson, Gus Kahn) – 3:56
3. They All Laughed (Ira Gershwin, George Gershwin) – 3:46
4. Comes Love (Lew Brown, Sam Stept, Charles Tobias) – 2:25
5. Autumn in New York (Vernon Duke) – 5:57
6. Let's Do It (Cole Porter) – 8:41
7. Stompin' at the Savoy (Benny Goodman, Edgar Sampson, Chick Webb, Andy Razaf) – 5:12
8. I Won’t Dance (Jerome Kern, Oscar Hammerstein II, Otto Harbach, Dorothy Fields) – 4:43
9. Gee, Baby, Ain't I Good to You (Don Redman, Andy Razaf) – 4:12
10. Let's Call the Whole Thing Off (George Gershwin, Ira Gerswhin) – 4:11
11. These Foolish Things (Harry Link, Holt Marvell, Jack Strachey) – 7:36
12. I've Got My Love to Keep Me Warm ( Irving Berlin) – 3:09
13. Willow Weep for Me (Ann Ronell) – 4:18
14. I'm Putting All My Eggs in One Basket (Irving Berlin) – 3:26
15. A Fine Romance (Dorothy Fields, Jerome Kern) – 3:52
16. Ill Wind (Harold Arlen, Ted Koehler) – 3:41
17. Love Is Here to Stay (Ira Gershwin, George Gershwin) – 3:58
18. I Get a Kick out of You (Cole Porter) – 4:17
19. Learnin’ the Blues (Dolores Silver) – 7:11